# دينيسي بويد
دينيسي بويد (بالإنجليزية: Denise Boyd) هي عداءة سريعة أسترالية، ولدت في 15 ديسمبر 1952.

## وصلات خارجية
- دينيسي بويد على موقع الاتحاد الدولي لألعاب القوى (الإنجليزية)
- دينيسي بويد على موقع النتائج التاريخية لألعاب القوى الأسترالية (الإنجليزية)
- دينيسي بويد على موقع اللجنة الأولمبية الدولية (الإنجليزية)
- دينيسي بويد على موقع أوليمبيديا (الإنجليزية)
- دينيسي بويد على موقع اللجنة الأولمبية الأسترالية (الإنجليزية)
- دينيسي بويد على موقع اتحاد ألعاب الكومنولث (مؤرشف) (الإنجليزية)